# Elachertus sobrius
Elachertus sobrius är en stekelart som först beskrevs av Walker 1872.  Elachertus sobrius ingår i släktet Elachertus och familjen finglanssteklar. Inga underarter finns listade i Catalogue of Life.